# Canthidium basipunctatum
Canthidium basipunctatum là một loài bọ cánh cứng trong họ Bọ hung (Scarabaeidae).